# フィルムフェア賞
フィルムフェア賞（Filmfare Awards）は、ザ・タイムズ・グループ傘下のフィルムフェアが毎年発表されるヒンディー映画界最高の賞であり、インド版アカデミー賞とも呼ばれている。
第1回は1954年、ムンバイで3月21日に授賞式が行われた。

## 主要部門

### クリエイティブ賞
- 作品賞
- 監督賞
- 主演男優賞
- 主演女優賞
- 助演男優賞
- 助演女優賞
- 新人監督賞
- 新人男優賞
- 新人女優賞
- 作詞賞
- 音楽アルバム賞
- 男性プレイバックシンガー賞
- 女性プレイバックシンガー賞

### 審査員賞
- 作品賞
- 男優賞
- 女優賞

### 技術賞
- 原案賞
- 脚本賞
- 台詞賞
- アクション賞
- 美術賞
- 作曲賞
- 撮影賞
- 編集賞
- 振付賞
- 音響デザイン賞
- VFX賞
- 衣装賞

### 特別賞
- R・D・ブルマン賞
- 功労賞
- 生涯功労賞

## 廃止された賞
- 悪役賞
- コメディアン賞
- ドキュメンタリー映画賞
- パワー賞
- ベストシーン賞